# 萧作福
萧作福（1939年10月—），男，满族，辽宁北镇人。中华人民共和国政治人物。

## 生平
1964年7月，加入中国共产党。1965年，毕业于辽宁大学哲学系。1965年起，在义县地方任职。1976年至1981年，历任中共义县革委会副主任、县委常委、县委副书记、县长、县委书记。1981年，担任中共锦州市委副书记。1985年，升任中共铁岭市委书记。1987年，改任辽宁省人民政府省长助理；次年升为辽宁省副省长。1998年，担任辽宁省政协副主席。2001年，升任政协主席。2008年起担任全国人大代表。